# Julio Raúl Mendilaharsu
Julio Raúl Mendilaharsu Netto (4 de diciembre de 1887 - 30 de noviembre de 1923) fue un poeta uruguayo.

## Biografía
Hijo del político y diplomático Domingo Mendilaharsu y de María Antonia Netto.
Fundó y dirigió la revista literaria Tabaré en 1914, en la que colaboraron varios escritores consagrados del Novecientos y algunos jóvenes emergentes. También colaboró en otras revistas uruguayas: Tierra Charrúa, Boletín de Teseo, Pegaso, entre otras. Fue amigo de poetas como Juan Parra del Riego.
Casado con María Blanco Acevedo (hija del político Juan Carlos Blanco Fernández), tuvo un hijo, Carlos, médico neurólogo. Por parte de su tía Ecilda Mendilaharsu era primo del abogado e historiador argentino Dardo Corvalán Mendilaharsu.
Falleció prematuramente, en Montevideo, el 30 de noviembre de 1923. Una avenida cercana al Hotel del Prado lleva su nombre.

## Obras
- Las nubes. Madrid. 1909.
- Deshojando el silencio. París: Impremiere Paul Dupont. 1911.
- La cisterna. Montevideo: Barreiro y Cía. 1919.
- Voz de vida. Montevideo. 1923.
- Selección de poesías. Montevideo. 1926.